# راز مسابقه قایقرانی
راز مسابقه قایقرانی و داستان‌های دیگر (انگلیسی: The Regatta Mystery) یک کتاب از مجموعه‌ای چند داستان کوتاه به نویسندگی آگاتا کریستی است.
این کتاب در سال ۱۹۳۹ در کشور آمریکا با قیمت ۲ دلار چاپ شده‌است.